# Prix suisses de théâtre

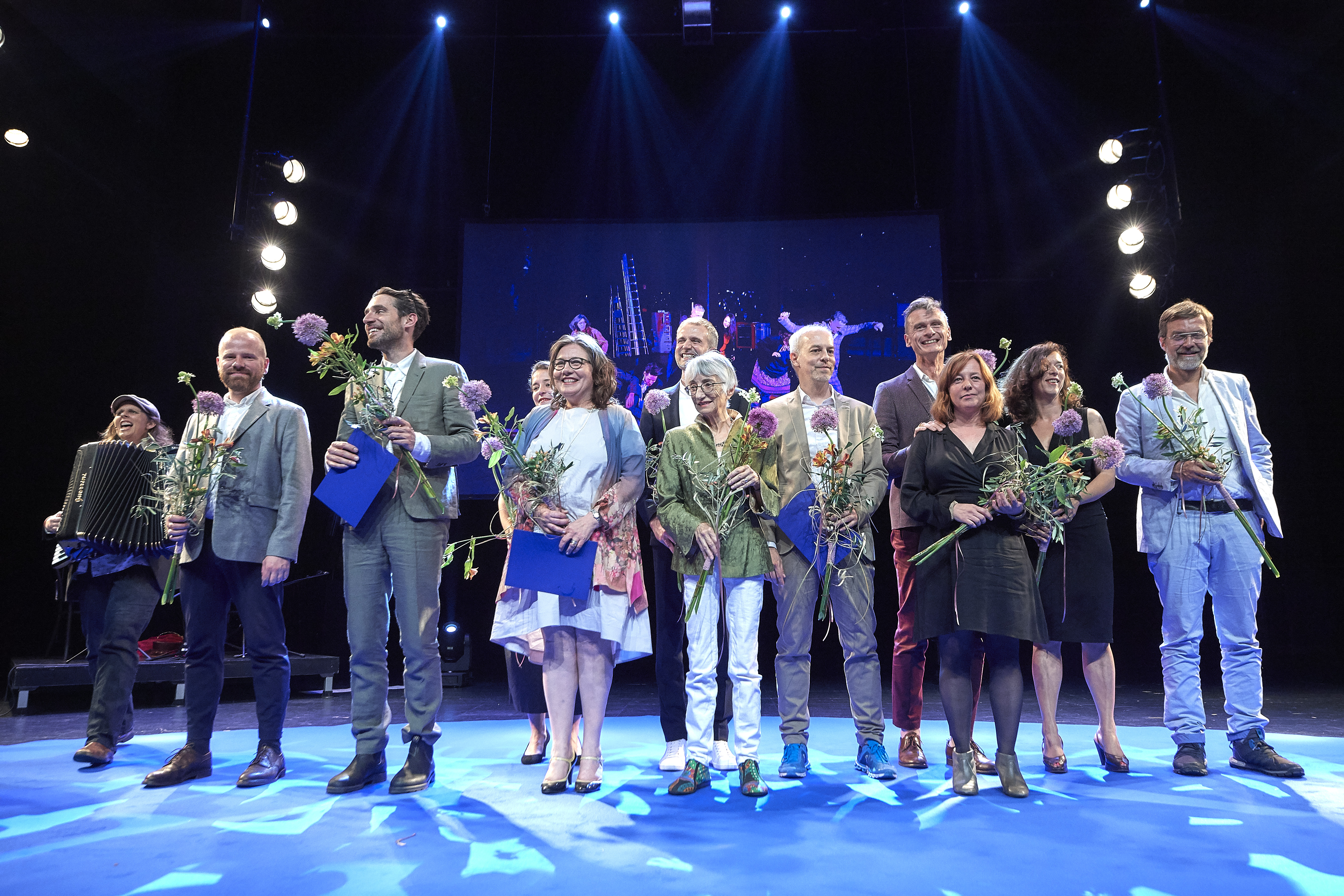
Prix suisses de théâtre, 2019.

Les prix suisses de théâtre sont des distinctions remises chaque année par l'Office fédéral de la culture (OFC), à des personnalités ou groupes de personnes actifs dans le monde du théâtre.
Les lauréats sont choisis par le jury fédéral de théâtre et aucun des prix ne fait l'objet d'un concours.
La cérémonie se passe dans le cadre de la rencontre du théâtre suisse qui a eu lieu pour la première fois à Winterthour en 2014.
- Le grand prix suisse de théâtre/Anneau Hans Reinhardt poursuit la tradition du grand prix anneau Hans Reinhart de la société suisse du théâtre (SST). Il récompense chaque année une personnalité du monde du théâtre choisi par le jury fédérale de théâtre. Celui-ci est remis lors de la cérémonie par un représentant de la SST. Le prix est doté de 100 000 francs et une publication est réalisé sur le lauréat[2].
- Le prix pour « actrice exceptionnelle/acteur exceptionnel » sont chacune dotés de 30 000 francs et remis par le jury fédéral de théâtre.
- De trois à cinq prix suisses de théâtre, dotés de 50 000 francs chacun, sont également remis par le jury fédéral de théâtre à des personnalités ou groupes du monde du théâtre.

## Sites
- Page officielle des prix suisses de théâtre